# Thomas Dhello
Thomas Dhello, né le 27 février 1941 à Pointe-Noire est un haut-magistrat, et un homme politique congolais.
Il est le fils d'Hervé Dhello, comptable dans la filiale d'une société concessionnaire (multinationale coloniale), avant de devenir l'un des tout premiers exploitants forestiers africains. Ce père était, par ailleurs, un sympathisant du Parti progressiste congolais (PPC) de Jean Félix-Tchicaya, la section territoriale du Rassemblement démocratique africain (RDA).
Il est le frère de Jean Dello et de Camille Dhello.

## Formation
Thomas Dhello entreprend des études primaires à l'école régionale de Dolisie (1950 – 1951) puis des études secondaires au collège Jules Ferry de Coulommiers, dans le département de Seine-et-Marne (1951 - 1953), au lycée François Malherbe de Deauville, dans le département du Calvados.
Il obtient son brevet d’études du premier cycle (BEPC) du second degré le 5 juillet 1956, puis son diplôme de bachelier de l’enseignement secondaire – série A (littéraire) le 1er juillet 1959.
Peandant sa formation universitaire, il a occupé différentes responsabilités militantes au sein de la Fédération des Etudiants d’Afrique Noire en France (FEANF) et de l’Association des Etudiants Congolais en France (AEC).
Du 15 octobre 1967 au 15 avril 1969, il poursuit des études de magistrature en tant qu'auditeur de justice au Centre National d’Etudes Judiciaires de Paris.
Le 13 décembre 1971, il obtient son Doctorat d’Etat en Droit de l’Université de Droit, d’Economie et des Sciences Sociales de Paris – Paris II Université Panthéon-Assas.

## Vie professionnelle
Le 1er juin 1972, il commence sa carrière professionnelle comme Premier substitut du procureur de la République près le tribunal de grande instance de Brazzaville.
Cumulativement aux fonctions précédentes, le 29 septembre 1973, il est conseiller juridique près le Premier ministre et chargé  d’enseignement à la Faculté de Droit et des Sciences Economiques de Brazzaville (1973-1984).
Le 25 mai 1974, il est nommé Procureur de la République près le tribunal de grande instance de Brazzaville. Puis le 15 décembre 1975, il occupe le poste de Directeur du cabinet du Premier ministre, chef du Gouvernement, le 8 août 1984, il est Directeur du cabinet du Président du Conseil constitutionnel.
Il occupe successivement les fonctions suivantes :
- 25 août 1989 : Secrétaire général du Gouvernement.

- 2 février 1995 : Haut commissaire chargé des réformes administratives.

- 21 novembre 1997 - 30 janvier 2003 : Secrétaire général du Gouvernement avec rang et prérogatives de ministre.

Depuis le 30 janvier 2003, il est membre de la Cour constitutionnelle.

## Titre honorifique
Le 28 juillet 1992, il est élevé au rang de Grand officier du mérite congolais.